# 角川平方
角川平方 （英語：Kadokawa Gempak Starz，前称Gempak Starz），由Art Square Creation于1998年6月1日始创出版。是马来西亚最大的漫画社之一，并且是马来西亚第一份走向国际化的漫画杂志。2015年11月，Gempak Starz跟日本角川集团合作成为了角川集團的子公司。代表作为《X冒险特工队》，《秀逗高校》等。Kadokawa Gempak Starz不仅出版中文漫画，还出版了不少马来文与英文漫画，进军马来语和英语市场，而且还把日本漫画和小说翻译成马来文、英文和华文引入马来西亚。目前在马来西亚的儿童和青少年读物中占了很大的市场。此外，它还把马来西亚本土创作的漫画翻译成日文出口到日本。角川平方还提供有关国内外ACG（动漫，漫画和游戏）世界的新闻和文章。